# Гаплогруппа S (Y-ДНК)
Гаплогруппа S (M230, P202, P204) — гаплогруппа ДНК человеческой Y-хромосомы. В период 2002—2008 была известна как гаплогруппа K5.
Гаплогруппа S (K2b1a) происходит от мутации гаплогруппы K2b1, произошедшей у мужчины, жившего ок. 45 400 лет назад. Последний общий предок современных носителей гаплогруппы S жил 44 800 лет назад (даты определены по снипам компанией YFull).

## Распространение
Гаплогруппа S (K2b1a) в основном распространена в горах Новой Гвинеи. Реже встречается также на прилегающих территориях Западного Ириана и Меланезии.
S1a~-P405 в Микронезии достигает 5,6%, на индонезийском острове Сумба — 0,2%. S1a1-Z42413 найдена у индонезийской народности Lebbo', S1a1a1-P60 характерна для аборигенов Австралии. S1a1b-M230 достигает 52% у жителей нагорий Папуа-Новой Гвинеи, 21% у жителей Молуккских островов.

## Палеогенетика
В четырёх образцах древних австралийских аборигенов (KP1, MH8, PA86 и WLH4) удалось определить Y-хромосомные гаплогруппы S1a (126—98 л. н.) и S1c (4000 и 1600 л. н.).